# 2-mercaptoetanolo
Il 2-mercaptoetanolo (o β-mercaptoetanolo, spesso abbreviato come ME o βME) è un composto chimico avente formula bruta HOCH2CH2SH. Si tratta di un ibrido del glicole etilenico, HOCH2CH2OH, e dell'1,2-etanditiolo, HSCH2CH2SH. Il ME è utilizzato in numerose applicazioni per ridurre i legami disolfuro e può agire come antiossidante biologico, agendo sui radicali idrossilici. Il composto è ampiamente utilizzato soprattutto perché l'ossidrile conferisce solubilità in acqua e ne riduce la volatilità. Pur essendo tossico per inalazione, ingestione e contatto con la pelle (ed avendo inoltre un odore sgradevole), esso è dunque preferito ad altri tioli correlati.

## Preparazione
ME può esser preparato attraverso l'azione del solfuro di idrogeno sull'ossido di etilene:

## Applicazioni
Le proteine possono essere denaturate da ME mediante la sua capacità di rompere i ponti disolfuro:
cysS-Scys  +  2 HOCH2CH2SH   →   2 cysSH  +  HOCH2CH2S-SCH2CH2OH
Attraverso la rottura dei legami S-S, possono essere distrutte sia la struttura terziaria che la struttura quaternaria della proteina. Per tale motivo, ME viene utilizzato ampiamente per l'analisi delle proteine.
A tale scopo, il composto può essere spesso interscambiato con il ditiotreitolo (DTT) o il composto inodore tris(2-carbossietil)fosfina (TCEP).

## Reazioni
Il 2-mercaptoetanolo reagisce con aldeidi e chetoni, producendo i corrispondenti ossatiolani (analoghi monosolforati degli acetali o chetali ciclici). Ciò rende ME utile come gruppo protettivo.
Inoltre, per ossidazione con perossido d'idrogeno, produce l'acido isetionico.